# 麻生仁
麻生 仁（あそう じん、1965年10月15日 - ）は、日本のギタリスト。BLACK SATAN、BLACK LEGEND のギタリスト。
2013年より「JIN ASOH PROJECT」ユニットでも活動中。

## 来歴・人物
- 1984年9月21日横浜銀蝿率いる銀蝿一家より「BLACK SATAN」のギタリストとしてユタカプロダクションよりデビュー

■BLACK SATAN Legend of Live History 1984-1987
http://www.black-satan.com/legend.htm
■TV
- TBS TVドラマ「OH！わが友よ」（1985/10/08～1985/11/26）
- BS朝日「ライブ21」　公開TVライブ(2001/10/16)

■movie
- 銀の男 青森純情篇（2002年）

■discography
・5IZM～Be Here Now
http://www.black-satan.com/discography.htm
https://tower.jp/artist/417974/BLACK-SATAN
日本コロムビア　https://columbia.jp/artist-info/blacksatan/discography/CORR-10673.html
■LINK
- BLACK SATAN Official Site
- 麻生仁のFacebook